# Milano-Vignola 1981
La Milano-Vignola 1981, ventinovesima edizione della corsa, si svolse il 23 giugno 1981 per un percorso totale di 216,7 km, con partenza da San Giuliano Milanese ed arrivo a Vignola. La vittoria fu appannaggio del tedesco Gregor Braun, il quale completò la gara in 4h32'00", alla media di 47,801 km/h, precedendo gli italiani Francesco Moser e Giovanni Mantovani.

## Ordine d'arrivo (Top 10)
| Pos. | Corridore           | Squadra   | Tempo    |
| ---- | ------------------- | --------- | -------- |
| 1    | Gregor Braun        | Famcucine | 4h32'00" |
| 2    | Francesco Moser     | Famcucine | a 3"     |
| 3    | Giovanni Mantovani  | Hoonved   | s.t.     |
| 4    | Dante Morandi       | Famcucine | s.t.     |
| 5    | Pierino Gavazzi     | Magniflex | s.t.     |
| 6    | Marco Cattaneo      | Famcucine | s.t.     |
| 7    | Giuseppe Martinelli | Santini   | s.t.     |
| 8    | Mario Noris         | Magniflex | s.t.     |
| 9    | J. Vampers          | Santini   | s.t.     |
| 10   | Bruno Vicino        | Termozeta | s.t.     |